# Spořitelní a záložní spolek pro Svobodné Dvory
Spořitelní a záložní spolek pro Svobodné Dvory byl regionální peněžní ústav, který fungoval v letech 1902-1948.

## Historie
Spořitelní a záložní spolek pro Svobodné Dvory a okolí byl založen 19. října 1902. Na ustavující a I. valné hromadě byl prvním starostou spolku zvolen Jan Smetana, místostarostou František Srdínko a pokladníkem Josef Francek, kterého 25. března 1903 vystřídal Josef Kozel. K jeho zápisu došlo 22. října 1902. Svoji činnost však spolek rozpočal až k 1. lednu 1903 v počtu 27 členů. Jeho první zisk, tj. za rok 1903, činil 45 K, přičemž 6. prosince 1903 bylo rozhodnuto o snížení úrokové míry z vkladů z 4 ¼ na 4 %. Obvod spolku tvořily obce Svobodné Dvory a Plotiště nad Labem.
V roce 1934 byl spolek přejmenován na "Kampelička, spořitelní a záložní spolek ve Svobodných Dvorech". V době okupace bylo podle vládního nařízení č. 268/1941 užíváno také německého označení "Kampelička, Spar- und Vorschussverein in Freihöfen".
Rozhodnutím Místního národního výboru v Hradci Králové ze dne 24. července 1945 č.j. 6272/45 byla v kampeličce podle § 12, odst. 2) dekretu prezidenta republiky z 19. května 1945 zavedena dočasná národní správa a národním správcem byl ustanoven Josef Souček, obuvník ve Svobodných Dvorech. V roce 1948 byla kampelička přípisem ministerstva financí z 20. listopadu 1948 č.j. 207.832/48-III/7 přeměněna na ústav lidového peněžnictví a sloučena s Okresní spořitelnou a záložnou v Hradci Králové.